# هاگانا

پوستر سپاه خیش هاگانا در ۱۹۴۰

هاگانا (به عبری: הַהֲגָנָה؛ به معنای دفاع) یک سازمان شبه‌نظامی یهودی وفادار به ایدئولوژی صهیونیسم بود که سال ۱۹۲۰ در فلسطین تحت قیمومت بریتانیا به جای سازمان هاشومیر تشکیل شد و مأموریت آن حفاظت از زندگی و اموال یهودیان در برابر حملات عرب‌ها بود. و به‌طور فعال شهرک‌های یهودی را در فلسطین ایجاد کرد و از مهاجرت غیرقانونی یهودیان به فلسطین حمایت کرد.اولین داوطلبانی که به هاگانا پیوستند، اکثراً کهنه سربازان لژیون یهودی و سپاه قاطر صهیون بودند که با انگلیسی‌ها در جنگ جهانی اول جنگیده بودند، و کهنه سربازان سازمان هاشومیر که در فلسطین در سال ۱۹۰۷ برای محافظت از شهرک‌های یهودی تشکیل شده بود.
پس از رای سازمان ملل به تقسیم فلسطین در سال ۱۹۴۷، هاگانا به عنوان ارتش جنبش صهیونیستی عمل کرد و با نیروهای قیمومیت و شبه نظامیان فلسطینی جنگید. در زمان اعلام دولت اسرائیل، هاگانا نه تنها مناطقی را که توسط طرح تقسیم به دولت یهودی اختصاص داده شده بود، بلکه یافا و عکا را نیز تحت کنترل داشت. در ۳۱ مه ۱۹۴۸، به دستور دولت موقت اسرائیل منحل شد و اعضای آن هسته اصلی ارتش دولتی شدند.

## تاریخچه
این سازمان از میانه‌های دههٔ ۱۹۳۰ میلادی و به تلافی‌جویی در برابر حملات و تعرضات اعراب پرداخت. هنگامی که مشخص شد دولت بریتانیا قصد تغییر سیاست ضد صهیونیستی خود را ندارد، هاگانا مبارزه آشکار و سازمان یافته‌ای را علیه حاکمیت اجباری بریتانیا در چارچوب جنبش مقاومت یکپارچه یهودیان آغاز کرد. پس از جنگ جهانی دوم، شعبه‌های هاگانا در اردوگاه‌های آوارگان یهودی (D.P.) در اروپا تأسیس شد و اعضای هاگانا قایق‌های مهاجران «غیرقانونی» را همراهی کردند. هاگانا با سرپیچی از سیاست بریتانیا، به قاچاق یهودیان توسط ده‌ها هزار نفر ادامه داد، که معروف‌ترین آنها در کشتی Exodus در سال ۱۹۴۷ بود.
در بهار ۱۹۴۷، دیوید بن گوریون سیاست کلی هاگانا را هدایت کرد، به ویژه در آماده‌سازی برای حمله قریب‌الوقوع اعراب. در ۲۶ مه ۱۹۴۸، دولت موقت اسراییل تصمیم گرفت تا هاگانا را به ارتش منظم ایالت تبدیل کند که به نام "Tzva Haganah L'Yisrael" (زاهال) - نیروهای دفاعی اسرائیل - تبدیل شود.دیوید بن گوریون یکی از سه رهبر اصلی جنبش صهیونیستی به همراه تئودور هرتزل، حییم (هایم) وایزمن بود. او به تأسیس هاگانا، پیشرو ارتش اسرائیل کمک کرد و به عنوان اولین نخست‌وزیر اسرائیل منصوب شد. بسیاری از اسرائیلی‌ها او را بنیانگذار کشورش می‌دانند.در واقع می‌توان گفت اسرائیل توسط سازمان‌های تروریستی تأسیس شده است.
هگانا بزرگ‌ترین و اصلی‌ترین سازمان نظامی یهودی پیش از سال ۱۹۴۸ در فلسطین بود که یک سرویس اطلاعاتی بنام «شای»، به منظور گردآوری اطلاعات برای فعالیت‌های خود و نیز به منظور رساندن اطلاعات به رهبران اسرائیل جهت مبارزهٔ سیاسی و نظامی با اعراب ساکن فلسطین و با کشورهای عربی و با حکومت قیم بریتانیا ایجاد کرده بود.